# Peristeranthus
Peristeranthus là một chi thực vật có hoa trong họ, Orchidaceae.